# شبكة ذكية فائقة

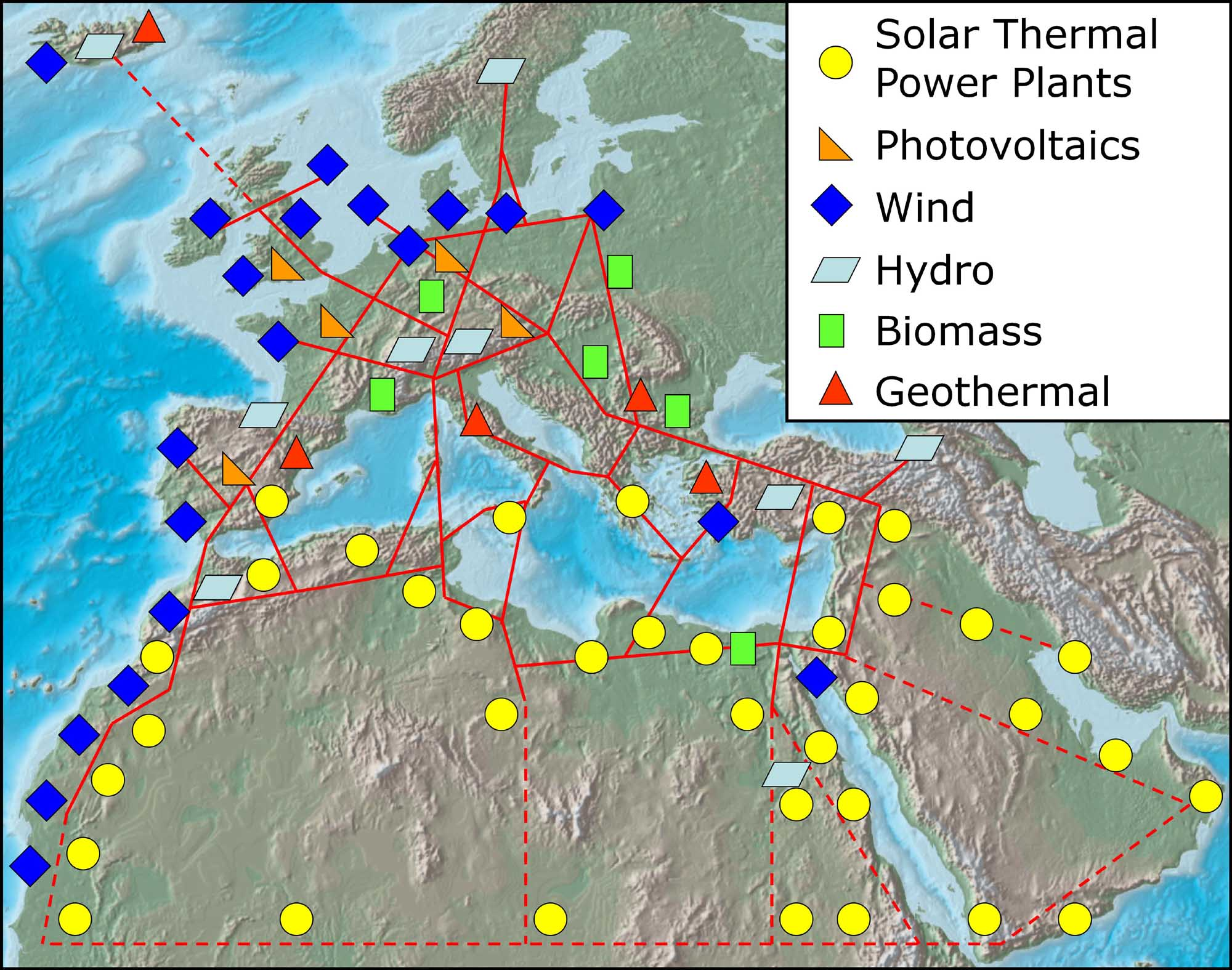
خطة للشبكة الفائقة الأوروبية تربط بين مشاريع الطاقة المتجددة مثل ديزرتيك والشبكة الضخمة عبر شمال أفريقيا والشرق الأوسط وأوروبا ويمكن أن تكون بمثابة العمود الفقري للشبكة الذكية الفائقة الإفتراضية

الشبكة الذكية الفائقة (SSG) هي شبكة كهربائية واسعة النطاق تصل أوروبا بأمريكا الشمالية، الشرق الأوسط، تركيا ورابطة الدول المستقلة. ويقوم النظام بتوحيد إمكانات الشبكة الفائقة والشبكة الذكية داخل شبكة واحدة متكاملة. لا يوجد مواقع مخططة للبنية التحتية أو جدولة للشبكة الذكية الفائقة، ويستخدم الاسم لمناقشة الجدوى الاقتصادية والتكنولوجية مثل الشبكة والطرق التي يمكن أن تحصل على الدعم السياسي.
الترقيات الطموحة وتوحيد محطات نقل وتوزيع التيار دائما تجد دعما بين الدعاة لاستخدام الطاقة البديلة على نطاق واسع، وأيضا بين الدعاة لتعزيز أمن الطاقة بأوروبا. وقد بدأ اقتراح الشبكة الذكية الفائقة بواسطة منتدى المناخ الأوروبي وفي معهد بوتسدام لبحوث التأثيرات المناخية عن طريق أنتونيلا باتجليني ورفاقها.

## التاريخ
مفهوم «الشبكة الفائقة» ليس جديدا حيث استخدم لوصف توحيد شبكة بريطانيا العظمى في الستينيات.
وقامت أوروبا بتوحيد شبكاتها منذ عام 1950 وأكبر شبكة موحدة بها هي الشبكة المتزامنة بقارة أوروبا حيث تخدم 24 دولة.ويوجد دراسات ومناقشات تتعلق بإنشاء شبكة متزامنة تغطي 13 منطقة زمنية وتنتج من توحيد شبكة اتحاد تنسيق نقل الكهرباء مع الربط برابطة الدول المستقلة وسوف تخدم روسيا، أوكرانيا والعديد من دول الإتحاد السوفيتي. بعض الأنظمة الضخمة تعاني  مشكلات التحجيم كنتيجة لتعقد الشبكات، احتقان النقل، والحاجة إلى نظم التشخيص والتنسيق والسيطرة السريعة. المدافعون عن المخططات مثل الشبكة الذكية الفائقة يزعموا بأن الترقيات الأساسية ضرورية لضمان التشغيل العملي وتحقيق الفوائد من الشبكات الضخمة العابرة للقارات.

## المفهوم
مفهوم الشبكة الفائقة واسعة النطاق مع التحكم المركزي ومفهوم الشبكة الذكية المحلية اللامركزية يتقاربان من بعضهما البعض وغالبا ينظر إليهما على أنهما بدائل خاصة. وتهدف الشبكة الذكية الفائقة إلى التوفيق بين النهجين وتعتبرها مكملة وضرورية لتحقيق التحول نحو نظام كهربائي خالي من الكربون. ومن مميزات الشبكة الفائقة أنها ليست غالية، قدرة عالية، قلة الفقد أثناء النقل وربط المنتجين والمستهلكين للكهرباء خلال مسافات شاسعة. وتستخدم قدرات الشبكة الذكية شبكة النقل والتوزيع لتنسيق توزيع التوليد، تخزين طاقة الشبكات واستهلاك الكتلة التي تبدو للشبكة الفائقة على أنها شبكة طاقة ظاهرية.
تم إنشاء اسم الشبكة الفائقة بواسطة أنتونيلا باتجليني واستخدم للمرة الأولى على ورق مؤتمر الطاقة في لوند بالسويد عام 2007 . وفي سياق الشبكة الذكية الفائقة، المدافعون عنها يستخدمون هذا التعبير للإشارة إلى شبكة فائقة على رأس الشبكات المحلية وينبغى عدم الخلط بينها وبين الاسم الصحيح «شبكة فائقة» والذي يشير إلى تكنولوجيا غير متطورة تجميع بين الهيدروجين وتوزيع الكهرباء.

## تنفيذ العملية
تعتمد الشبكة الذكية الفائقة على التكنولوجيا في الوقت الحاضر. وسوف تستخدم كابلات تيار الجهد العالي المستمر في تنفيذها الأول للتوليد لدمج سوق الكهرباء الأوروبي وربما توصيله إلى المناطق المجاورة، مثل شمال أفريقيا، ومصادر الطاقة المتجددة البعيدة مثل تلك التي يمتلكها مشروع ديزرتيك ومشروع الشبكة الضخمة. وسوف تعمل الشبكة الذكية الفائقة على رأس محطات تيار الجهد العالي المتردد. ولكن وجود الشبكات المترددة التي سوف تنقل الكهرباء لمسافات محلية صغيرة، وسوف يتم ترقيتها لتتحول إلى شبكات ذكية.
دكنور جريجور سيزيتش بجامعة كاسل أنشأ نموذج يشير إلى أن نظام الطاقة الكهربائية المتجددة كليا يمكن أن يكون متاح مع الأسعار الحالية.

## العمل الأولي
تم تقديم مقترح مشروع بواسطة قسم هندسة تطوير مزرعة الرياح الأيرلندية والشركة الهندسية السويسرية (ABB) حيث يشمل كابلات بحرية تمتد من بحر البلطيق جنوبا إلى أسبانيا وتخدم المناطق الواقعة بينهم. يدعي مؤيدو المشروع أن هذا الممر الغربي يمكن أن يدخل الخدمة في بداية عام 2015. وسوف تقدم الشرائح الأولى خطين بقيمة 5000 ميجاوات تتصل بمجموعة من مزارع الرياح في بحر الشمال مع المستهلكين في المملكة المتحدة وقارة أوروبا.